# FC Istiklol Dushanbe
El FC Istiklol Dushanbe (en tayiko: Дастаи Футболи Истиқлол, Dastayi Futboli Istiqlol) es un club de fútbol de Dusambé, Tayikistán con sede en la capital Dusambé, que milita en la Liga de fútbol de Tayikistán, la cual es la máxima competición de fútbol en el país. El club fue fundado en 2007 y disputa sus partidos como local en el Estadio Pamir.

## Historia
El FC Istiklol fue fundado en noviembre de 2007 en la capital Dusambé y ascendió un año después a la Liga de fútbol de Tayikistán ganando los 35 partidos.
En 2009, en su debut en la Liga de Tayikistán el equipo terminó cuarto con 11 victorias, 3 empates y 4 derrotas. El equipo tuvo algunos jugadores experimentados y otros jóvenes en su mayoría de la Selección de Tayikistán Sub-17 que consiguió el tercer puesto en el Campeonato Sub-17 de la AFC de 2006 y jugó la Copa Mundial de Fútbol Sub-17 de 2007.
En 2010, el Istiklol consiguió un histórico triplete al ganar el campeonato de liga, la copa y la Supercopa de Tayikistán. En la primera Supercopa de Tayikistán de la historia, el Istiqlol derrotó al tres veces campeón nacional Vakhsh Qurghonteppa 2-0 en la prórroga. La final de la Copa de Tayikistán 2010, que tradicionalmente tiene lugar el 5 de octubre en el cumpleaños del presidente Emomali Rahmon, el Istiklol goleó 5-0 al FK Khujand.
Tras ganar el campeonato en Tayikistán en la temporada 2010, el FC Istiklol participó por vez primera en la historia en la Copa de la CEI y la Copa Presidente de la AFC en el 2011. El equipo llegó a cuartos de final en la Copa de la CEI y quedó último en su grupo en la segunda ronda de la Copa Presidente. En este año el equipo dominó el torneo de liga local y además ganó la Supercopa de Tayikistán. 
En la temporada 2012 el equipo se consagró por tercera vez consecutiva en la Supercopa de Tayikistán y en el torneo de liga. El club se proclamó campeón de la Copa Presidente de la AFC al vencer en la final al Markaz Shabab Al-Am'ari palestino, logrando el primer título internacional de su historia y convirtiéndose en el segundo club tayiko, junto al Regar TadAZ, en ganar esta competición. 
Durante la temporada 2013 y tras un difícil comienzo, el equipo consiguió un luchado segundo lugar en la Liga de Tayikistán. El equipo se hizo con la copa nacional. 
En el año 2014 el equipo volvió a brillar ganando el campeonato nacional de nuevo, la Supercopa de Tayikistán y la Copa de Tayikistán. En el 2015 debutó en la Copa AFC teniendo un brillante debut al conseguir el subcampeonato, a nivel local fue campeón en los tres torneos habituales. 
En 2016, el equipo ganó por quinta ocasión la liga y por sexta la copa. El siguiente año el equipo jugó nuevamente la final de la Copa AFC y en esta ocasión el equipo iraquí Al Quwa Al Jawiya sería quien los dejaría a un paso del campeonato en un partido que terminó 1-0.

## Jugadores

### Equipo 2019
Actualizado el 16 de junio de 2019

## Palmarés

### Nacional
- Liga de fútbol de Tayikistán: 13

2010, 2011, 2014, 2015, 2016, 2017, 2018, 2019, 2020, 2021, 2022, 2023, 2024
- Copa de Tayikistán: 10

2009, 2010, 2013, 2014, 2015, 2016, 2018, 2019, 2022, 2023
- Supercopa de Tayikistán: 11

2010, 2011, 2012, 2014, 2015, 2016, 2018, 2019, 2020, 2021, 2022.
- Copa TFF: 6

2014, 2015, 2017, 2018, 2019, 2021

### Internacional
- Copa Presidente de la AFC: 1

2012.

## Participación en competiciones de la AFC
| Temporada | Torneo               | Ronda            | Club                    | Casa    | Visita  | Global   |
| --------- | -------------------- | ---------------- | ----------------------- | ------- | ------- | -------- |
| 2011      | AFC President's Cup  | Fase de grupos   | Jabal Al Mukaber        | 2–0     | 2–0     | 1º Lugar |
| 2011      | AFC President's Cup  | Fase de grupos   | Yeedzin                 | 8–0     | 8–0     | 1º Lugar |
| 2011      | AFC President's Cup  | Fase de grupos   | Yadanarbon              | 1–1     | 1–1     | 1º Lugar |
| 2011      | AFC President's Cup  | Fase Final       | Taipower FC             | 0–2     | 0–2     | 3º Lugar |
| 2011      | AFC President's Cup  | Fase Final       | Balkan                  | 1–1     | 1–1     | 3º Lugar |
| 2012      | AFC President's Cup  | Fase de grupos   | Markaz Shabab Al-Am'ari | 1–0     | 1–0     | 1º Lugar |
| 2012      | AFC President's Cup  | Fase de grupos   | Balkan                  | 2–1     | 2–1     | 1º Lugar |
| 2012      | AFC President's Cup  | Ronda Final      | Dordoi Bishkek          | 2–0     | 2–0     | 1º Lugar |
| 2012      | AFC President's Cup  | Ronda Final      | Phnom Penh Crown        | 1–1     | 1–1     | 1º Lugar |
| 2012      | AFC President's Cup  | Final            | Markaz Shabab Al-Am'ari | 2–1     | 2–1     | 2–1      |
| 2015      | AFC Cup              | Fase de grupos   | Qadsia                  | 2–0     | 2–2     | 1º Lugar |
| 2015      | AFC Cup              | Fase de grupos   | Ahal                    | 5–2     | 2–1     | 1º Lugar |
| 2015      | AFC Cup              | Fase de grupos   | Erbil                   | 0–0     | 1–3     | 1º Lugar |
| 2015      | AFC Cup              | 1/8              | Al-Wahda                | 1–1 (p) | 1–1 (p) | 1–1 (p)  |
| 2015      | AFC Cup              | Cuartos de final | Pahang                  | 4–0     | 1–3     | 5–3      |
| 2015      | AFC Cup              | Semifinales      | Al-Kuwait               | w/o     | 0–4     | w/o      |
| 2015      | AFC Cup              | Final            | Johor Darul Ta'zim      | 0–1     | 0–1     | 0–1      |
| 2016      | AFC Cup              | Fase de grupos   | Naft Al-Wasat           | 0–1     | 0–2     | 4º Lugar |
| 2016      | AFC Cup              | Fase de grupos   | Al-Faisaly              | 0–0     | 2–4     | 4º Lugar |
| 2016      | AFC Cup              | Fase de grupos   | Tripoli                 | 1–3     | 0–1     | 4º Lugar |
| 2017      | AFC Cup              | Fase de grupos   | Altyn Asyr              | 1–0     | 1–1     | 1º Lugar |
| 2017      | AFC Cup              | Fase de grupos   | Alay Osh                | 3–1     | 4–1     | 1º Lugar |
| 2017      | AFC Cup              | Fase de grupos   | Dordoi Bishkek          | 2–0     | 4–1     | 1º Lugar |
| 2017      | AFC Cup              | Playoff Zonal    | Ceres Negros            | 4–0     | 1–1     | 5–1      |
| 2017      | AFC Cup              | Semifinales      | Bengaluru               | 1–0     | 2–2     | 3–2      |
| 2017      | AFC Cup              | Final            | Al-Quwa Al-Jawiya       | 0–1     | 0–1     | 0–1      |
| 2018      | AFC Cup              | Fase de grupos   | Alay Osh                | 1–0     | 3–2     | 2º Lugar |
| 2018      | AFC Cup              | Fase de grupos   | Altyn Asyr              | 2–3     | 2–2     | 2º Lugar |
| 2018      | AFC Cup              | Fase de grupos   | Ahal                    | 1–0     | 1–0     | 2º Lugar |
| 2019      | AFC Champions League | 2ª Preliminar    | AGMK                    | 2–4     | 2–4     | 2–4      |
| 2019      | AFC Cup              | Grupo D          | Dordoi Bishkek          | 4–1     | 1–2     | 2º Lugar |
| 2019      | AFC Cup              | Grupo D          | Altyn Asyr              | 1–1     | 1–1     | 2º Lugar |
| 2019      | AFC Cup              | Grupo D          | Khujand                 | 3–0     | 2–3     | 2º Lugar |
| 2020      | AFC Champions League | Preliminar 2     | Lokomotiv Tashkent      | 1–0     | 1–0     | 1–0      |
| 2020      | AFC Champions League | Play-off         | Al-Ahli                 | 0–1     | 0–1     | 0–1      |
| 2020      | AFC Cup              | Grupo D          | Dordoi Bishkek          |         |         | -        |
| 2020      | AFC Cup              | Grupo D          | Altyn Asyr              |         |         | -        |
| 2020      | AFC Cup              | Grupo D          | Khujand                 | 2–0     |         | -        |
| 2021      | AFC Champions League | Grupo A          | Al Hilal                | 4–1     | 1–3     | 1° Lugar |
| 2021      | AFC Champions League | Grupo A          | Shabab al-Ahli          | 0–0     | 1–0     | 1° Lugar |
| 2021      | AFC Champions League | Grupo A          | AGMK                    | 1–2     | 3–2     | 1° Lugar |
| 2021      | AFC Champions League | Segunda Ronda    | Persepolis              | 0–1     | 0–1     | 0–1      |
| 2022      | AFC Champions League | Grupo A          | Al Hilal                | 0–3     | 0–1     | 4° Lugar |
| 2022      | AFC Champions League | Grupo A          | Al-Rayyan               | 2–3     | 0–1     | 4° Lugar |
| 2022      | AFC Champions League | Grupo A          | Sharjah                 | 2–0     | 1–2     | 4° Lugar |
| 2023–24   | AFC Champions League | Grupo E          | Persepolis              | 1–1     | 0–2     | 4° Lugar |
| 2023–24   | AFC Champions League | Grupo E          | Al-Duhail               | 0–0     | 0–2     | 4° Lugar |
| 2023–24   | AFC Champions League | Grupo E          | Al-Nassr                | 1–1     | 1–3     | 4° Lugar |
| 2024–25   | AFC Champions League | Grupo C          | Sepahan                 | 0–2     | 0–4     | 4° Lugar |
| 2024–25   | AFC Champions League | Grupo C          | Al-Wehdat               | 0–1     | 0–1     | 4° Lugar |
| 2024–25   | AFC Champions League | Grupo C          | Sarja FC                | 0–1     | 1–3     | 4° Lugar |